# Luxembourg Learning Centre
Das Luxembourg Learning Centre (LLC) ist Teil des Universitätscampus Belval im Süden Luxemburgs und beheimatet seit 2018 die Universitätsbibliothek sowie Arbeitsräume und Seminarräume. Es vereint (und ersetzt zum großen Teil) die Universitätsbibliotheken der Campus Walferdange, Kirchberg, Limpertsberg und Belval.

## Geschichte
Das Luxembourg Learning Centre wurde in einer alten Industriehalle („Möllerei“) aus der Hochzeit der Eisen- und Stahlproduktion in Belval errichtet. Nachdem die Hochöfen und damit die Metallproduktion 1997 endgültig stillgelegt wurden, wurde 2002 der Fonds Belval gegründet, mit dem Ziel, die hinterlassene Industriebrache in die „Cité des Sciences“, ein Forschungs- und Universitätszentrum Luxemburgs, umzugestalten. Im Jahr 2005 wurde entschieden, Belval zum Hauptcampus der 2003 gegründeten Universität zu machen, die schließlich 2015 ihre Pforten am neuen Standort öffnete.
Da sich das „Maison du Livre“, ursprünglich vorgesehene Bezeichnung für das Luxembourg Learning Centre, noch in der Bauphase befand, wurde mit dem BiblioLab im Untergeschoss des „Maison des Sciences Humaines“ der Universität eine provisorische Campusbibliothek eröffnet. Das BiblioLab bot – neben dem offensichtlichen Bibliotheksbetrieb – den Architekten und Projektplanern gleichzeitig Raum zum Testen und Ausprobieren von Service-Angeboten, Einrichtungsformen und digitalen Dienstleistungen für die Planung des neuen LLC.
Am 12. September 2018 öffnete das LLC seine Pforten und vereint so das BiblioLab sowie die Universitätsbibliothek des Campus Limpertsberg.

## Architektur
Das luxemburgische Architekturbüro Valentiny HVP versuchte bei der Planung die bestehende und formgebende Stahlkonstruktion der alten Industriehalle („Möllerei“) zu integrieren und so einen Kontrast zwischen dem im alten Zustand gebliebenen Gebäudeteil und der futuristischen, zum Teil dreidimensionalen Fassade aus dreieckigen, gesprenkelten Glaselementen zu bilden. 110 Meter der ehemaligen Halle wurden zum LLC umgebaut, 60 Meter wurden im alten Zustand erhalten. Bei der Gestaltung der Fassadenelemente ließen sich die Architekten von Mustern inspirieren, die die frühere Stahlproduktion als Partikelablagerungen auf den Fenstern der einstigen Fabrik hinterlassen hatte. Die Muster dienen – neben ästhetischen Gründen – der Reduktion des Lichteinfalls.
Auch im Inneren setzt sich die Durchlässigkeit und der offene Charakter der Fassade fort:
„Elliptische Plattformen, die auf dünnen, teilweise schrägen Säulen scheinbar im freien Raum schweben und spektakuläre und überraschende Aussichten bieten; das riesige Förderband, das sich vom Innern des LLC-Gebäudes bis zu einem der beiden Hochöfen erstreckt, die sich gleich neben dem Gebäude befinden [...]. Zur Steuerung der Akustik in einer derart offenen Struktur, wurden die Böden mit schalldämmendem Teppichboden ausgelegt und an den Decken schallreduzierende Elemente angebracht. [...] [Die] für das Mobiliar ausgewählten Farbtöne folgen einem Konzept, das die Unterscheidung der Stockwerke anhand der in ihnen hauptsächlich verwendeten Farbe erlaubt.“

## Ausstattung

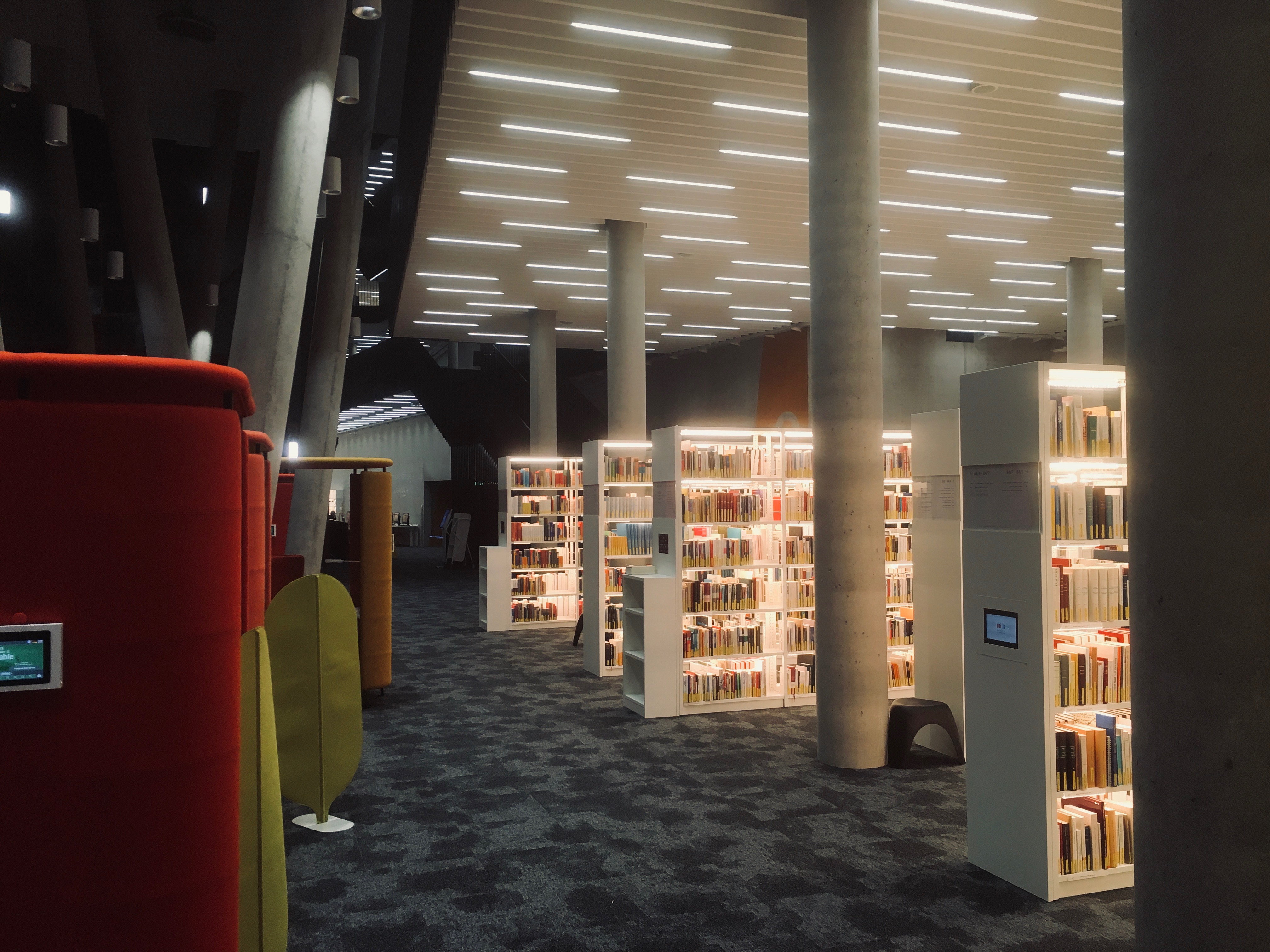
Einzelarbeitsplätze und Freihandbestand (Abteilung: Philosophie und Sprachen)

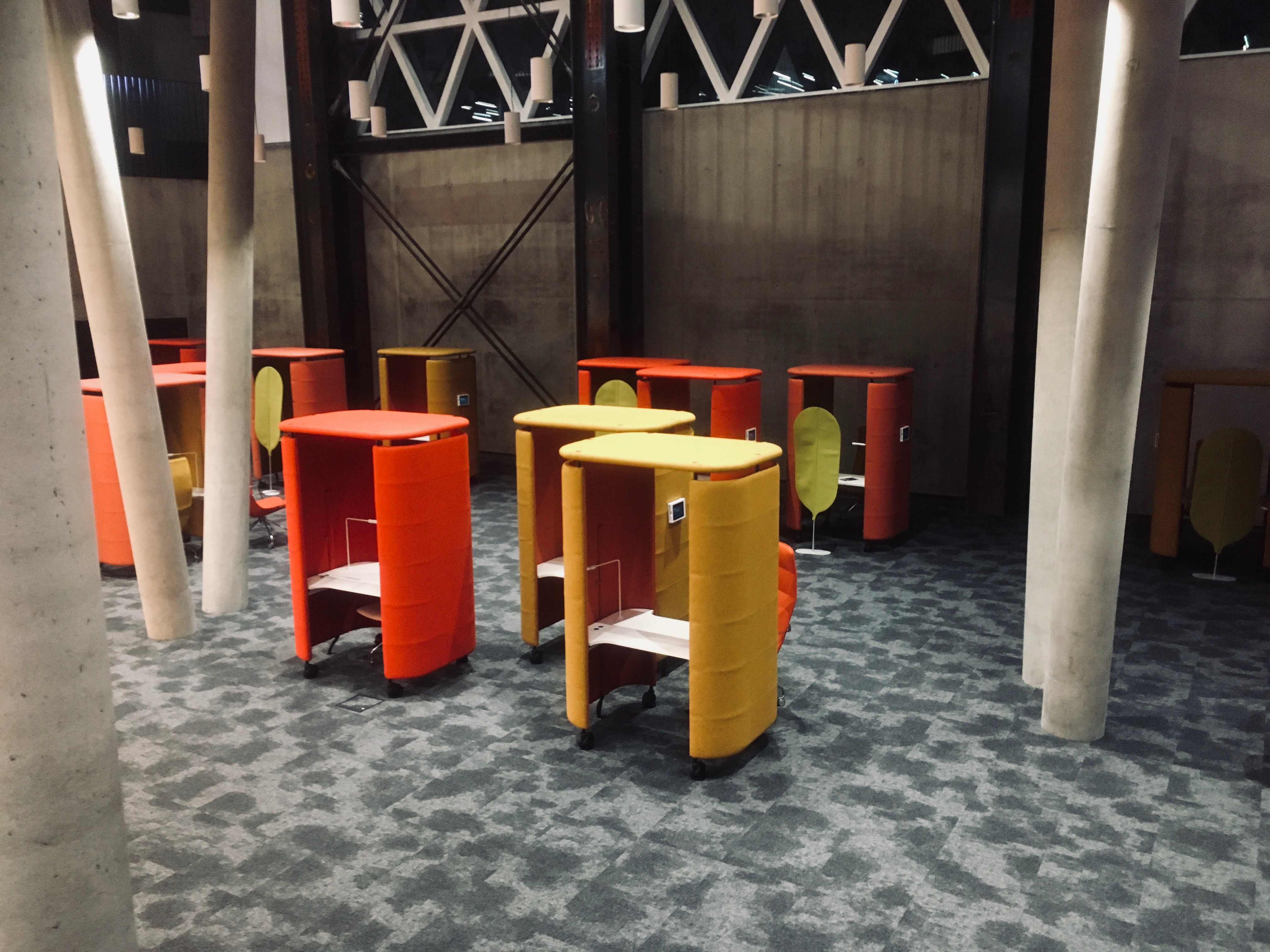
Einzelarbeitsplätze (Cubes)

Auf sieben Stockwerken (fünf davon öffentlich zugänglich, ein Stockwerk für das Magazin und ein Stockwerk für die Technik) und ca. 14.000 Quadratmetern erstreckt sich das LLC mit Arbeitsplätzen, Bibliotheksbereichen, Magazinen, Seminarräumen und Konferenzsälen, Bistro und Gartenbereich. Insgesamt gibt es mehr als tausend Arbeitsplätze, davon 558 Einzelplätze (152 mit Computerzugang), 408 Gruppenarbeitsplätze (163 mit Computerzugang) und 85 Plätze in Seminarräumen.
Die Bibliothek ist mit einem automatischen, RFID-basierten Ausleihe- und Rückgabesystem ausgestattet. Im gesamten Gebäude sind Tablet-PCs verteilt. Laptops können für eine eintägige Nutzung außerhalb des Gebäudes ausgeliehen werden. Neben dem Arbeitsbereich gibt es „Komfort-Räume“ zum Entspannen und Austauschen.
Das LLC steht in erster Linie den Wissenschaftlern, Lehrenden und Studierenden der Universität Luxemburg zur Verfügung, ist jedoch für jeden offen. So sieht sich das LLC als einen zentralen Dreh- und Angelpunkt der Forschung in der Großregion (UniGR).